# Трансформери: Час вимирання
«Трансформери: Час Вимирання» (англ. Transformers: Age of Extinction) — американський науково-фантастичний бойовик, четверта частина франшизи Трансформери. Режисер — Майкл Бей, виконавчий продюсер — Стівен Спілберг. Прем'єра відбулася 27 червня 2014 р. у форматі IMAX 3D та 3D.

## Сюжет
Події фільму починаються з того, як у часи динозаврів на планеті Земля з'являється невідомий космічний корабель. Він перетворює велику ділянку поверхні на метал, знищуючи цим все життя на ній.
У наш час люди згадують, як п'ять років тому війна між трансформерами в Чикаго знищила мільйони життів, що стало причиною ненависті до трансформерів. Група солдатів знаходять Автобота-медика Ретчета та ранить його. На підмогу з'являється прибулий з космосу трансформер-найманець Локдаун, присланий невідомими силами. Він питає медика про місцезнаходження Оптимуса Прайма, отримавши відмову, Локдаун вириває його життєву Іскру та забирає її як трофей.
У сільському Техасі, невизнані робототехніки Кейд Єгер і Лукас Фланнер купують за безцінь стару вантажівку в надії продати її на запчастини і оплатити освіту 17-річної дочки Кейда — Тесси Єгер. Працюючи в сараї, Кейд виявляє, що вантажівка насправді є знеструмленим трансформером і передає сигнал при підключенні до акумулятора: «Викликаю … Викликаю всіх Автоботів!». Кейд приводить Тессу і Лукаса, щоб показати їм знайденого робота. Вони не схвалюють, що Кейд збирається приховувати прибульця від уряду, і раптом вантажівка трансформується в розлюченого Оптимуса Прайма. Він стримує свій запал, але все ж каже, що вдячний за лагодження, і йому треба поспішати до інших Автоботів. Кейд запевняє Оптимуса в тому, що він надто пошкоджений. У цей час Лукас збирається дзвонити в уряд, але Кейд забороняє йому це робити. У відповідь Лукас лише свариться, але погоджується, а потім їде в місто по запчастини та інструменти. Коли він приїжджає, то застає ферму оточеною оперативниками організації «Могильний Вітер» на чолі з Джеймсом Сейвоєм. Ті погрожують вбити всіх її жителів, якщо ніхто не скаже, де зараз знаходиться Оптимус Прайм. Виявляється, це Лукас подзвонив в ЦРУ з надією отримати винагороду. У цей час Оптимус виходить з підземного укриття, щоб відбитися від оперативників і прибулого Локдауна в той час, як мешканців ферми рятує від людей Сейвоя бойфренд Тесси, ірландський гонщик Шейн Дайсон. Останній тікає від оперативників під час тривалої погоні в Парижі (штат Техас), але тепер уже Локдаун продовжує переслідування. Оптимус б'ється з ним, і насилу перемагає, а Лукас гине від гранати Локдауна. Сейв, бачачи, що програє бій, наказує припинити переслідування, після чого його сварить Аттінгер, заявляючи, що не чекав від нього такого провалу. Оптимус залишає Кейда, Тессу і Шейна на старій заправці, щоб перевірити, чи немає за ними переслідувачів.
Кейд, за допомогою захопленого під час погоні міні-дрона, виявляє, що оперативники працюють з KSI, з якими сам Кейд колись працював. Також він виявляє, що всі його гроші на банківській картці заблоковані, а родину розшукує поліція. Оптимус забирає їх із заправки, помітивши як його шукає Локдаун. По дорозі він змінює альт-форму і викликає чотирьох інших автоботів, якими є Бамблбі, Хаунд, Дрифт і Кроссхейрз. Дізнавшись, що всі інші мертві, і навіть побачивши записи з міні-дрона, на яких записані вбивства Лідфута і Ретчета, Оптимус вирішує проникнути в офіс KSI. Там Бамблбі, Кейд і Шейн виявляють, що всі тіла убитих або просканованих трансформерів переробляються і з них створюються нові. Зокрема збирається робот на основі Меґатрона — Гальватрон. Попутно Бамблбі бачить Стінгера зі слоганом «Бамблбі, але краще!», і трощить його. Побачивши, що Ретчета відправляють на переплавку, Оптимус віддає автоботам наказ знищити лабораторію. Автоботи руйнують офіс і рятують Кейда, якого зловили і відвели на допит до Аттінгера; потім звільняють Брейнса, якого люди тримали, як перекладача з мови трансформерів. Джошуа обурюється і переконує Автоботів, що їхні дії безглузді, Оптимус не погоджується, але все ж іде.
Наздогнавши Автоботів, пробуджений Гальватрон вступає в бій з Оптимусом, поки люди не схоплюють його. Оптимус розуміє, що Гальватрон має свідомість Меґатрона і не цілком покірний людям. Але в Оптимуса стріляє Локдаун, і сильно поранивши його, забирає з собою Оптимуса і Тессу. Локдаун повідомляє Прайму, що його творці хочуть зустрітися з ним. Кейд же з Шейном і Автоботами проникають на корабель Локдауна, визволяють Оптимуса і Тессу, та відлітають, викравши невеликий корабель в якому були трансформери-динозаври Диноботи. Під час передачі Оптимуса, Локдаун віддає людям в обмін якесь «зерно».
Локдаун відлітає, не помітивши пропажі полонених. У врятованого від людей Брейнса герої дізнаються, що хоча останки Меґатрона і послужили для створення Гальватрона, але розум Десептикона взяв верх. Тому він не підкорюється людям і набере нову армію з земних роботів. Джошуа, переправивши Гальватрона в Китай, дізнається, що той набув розуму. Несподівано Гальватрон закликає всіх трансформерів, зібраних людьми, викрасти «зерно». З'ясовується, що «зерно» — це пристрій, який перетворює все довкола на метал, який потрібен людям для нових роботів і з якого складаються трансформери. Проте застосування пристрою буде катастрофічним. Оптимус повідомляє друзям, що коли вони зупинять трансформерів створених людьми, Автоботи відлетять із Землі назавжди.
Добравшись до Китаю, вони забирають Джошуа з «зерном». Їх знаходить Гальватрон і стріляє в їхній корабель. Не встигнувши вибратися, Оптимус, Дрифт і Кроссхейрс падають у лісі; решта починають бій. Оптимус розуміє, що їм потрібна підмога і розшукує схованих неподалік напівдиких трансформерів Диноботів, закликаючи їх об'єднатися проти Гальватрона. Король Диноботів — Грімлок — вступає в бій з Праймом, і програє йому. Автоботи, осідлавши Диноботів, відправляються на допомогу друзям. При нападі Локдауна Оптимус ледве не вбиває його, проте мусить допомогти Кейду. В цей же час Локдаун прибиває Оптимуса мечем до колони. Тут Бамблбі, не послухавшись наказу, встряє у бійку з Локдауном, але програє. До нього на допомогу приходять Кейд, Тесса і Шейн. Ці двоє визволяють Оптимуса і той вбиває Локдауна, який збирався вже прикінчити Кейда, що вступив з ним у двобій. До них наближаються створені людьми трансформери, Оптимус кидає гранату і відлітає, вбиваючи їх усіх. Гальватрон же, переможений і лишившись ні з чим, потай тікає з поля бою.
Оптимус з Кейдом, Тессою і Шейном прилітає до всіх вцілілих Автоботів та відпускає Диноботів. Кейд говорить Шейну, що він відмінний хлопець і схвалює його відносини з Тессою. Кейд вирішує повернуться додому, Тесса зауважує, що їхній будинок зруйновано, але Джошуа говорить Кейдові, що він про це потурбується. Після цього Оптимус розповідає про своє намір вирушити в добровільне вигнання, щоб відвести «зерно» подалі від Землі. Він злітає в космос, шлючи послання своїм творцям про те, що відплатить їм за знищення Автоботів.

## Ролі

### Люди
| Актор          | Роль             |
| -------------- | ---------------- |
| Марк Волберг   | Кейд Єгер        |
| Нікола Пельтц  | Тесса Єгер       |
| Джек Рейнор    | Шейн Дайсон      |
| Стенлі Туччі   | Джошуа Джойс     |
| Келсі Греммер  | Гарольд Аттінгер |
| Тітус Уеллівер | Джеймс Сейвой    |
| Лі Бінбін      | Су Юемін         |
| Софія Майлс    | Дарсі Тиррел     |
| Ті Джей Міллер | Лукас Фланнері   |

### Трансформери
- Пітер Каллен — Оптімус Прайм, лідер автоботів, Western
- Джон Гудмен — Хаунд, автобот, Oshkosh Defense
- Ватанабе Кен — Дрифт, автобот, чорний і синій Bugatti Veyron Grand Sport Vitesse
- Джон ДіМаджіо — Кроссхєйрз, автобот, Chevrolet Corvette
- Роберт Фоксворт — Храповик, автобот, Hummer H2
- Бамблбі, автобот, жовтий Chevrolet Camaro SS

## Український дубляж
Фільм дубльовано студією «Postmodern» на замовлення компанії «B&H Film Distribution Company» у 2014 році.
- Перекладач: Олекса Негребецький
- Режисер дубляжу: Констянтин Лінартович
- Звукорежисер: Антон Семикопенко
- Менеджер проєкту: Ірина Туловська
- Диктор: Андрій Мостренко
- Ролі дублювали: Олександр Шевчук, Юлія Перенчук, Андрій Соболєв, Володимир Кокотунов, Олександр Ігнатуша, Георгій Хостікоєв, Валерій Легін, Катерина Сергєєва, Катерина Брайковська, Борис Георгієвский, Микола Боклан, Григорій Герман, Анатолій Барчук, Юрій Гребельник, Михайло Кукуюк, Михайло Жонін, Василь Мазур та інші.